# خدمات السكان الدولية
خدمات السكان الدولية (بالإنجليزية: Population Services International، واختصارًا: PSI) هي منظمة صحية عالمية غير ربحية مسجلة تحت الرمز منظمة 501(c)(3) مع برامج تستهدف الملاريا وموت الأطفال والإيدز والصحة الإنجابية. توفر المنظمة المنتجات والخدمات السريرية والاتصالات لتغيير السلوك من أجل صحة الأشخاص في الفئات السكانية المحتاجة بشدة.

## البرامج
يقع مقرها العالمي في واشنطن العاصمة، ومكاتبها الأوروبية في أمستردام. توظف المنظمة أكثر من 250 موظفًا أمريكيًا، وأكثر من 150 موظفًا مغتربًا في الخارج و8.000 موظف محلي تابع للمنظمة. وتشمل الجهات المانحة الرئيسية حكومات الولايات المتحدة والمملكة المتحدة وألمانيا وهولندا، بالإضافة للصناديق العالمية ووكالات الأمم المتحدة والمؤسسات الخاصة والشركات والأفراد. وهي عضو في تحالف القيادة العالمية للولايات المتحدة، وهو تحالف مقره واشنطن العاصمة يضم أكثر من 400 شركة كبرى ومنظمات غير حكومية تدعو إلى ميزانية أكبر للشؤون الدولية، والتي تمول الجهود الدبلوماسية والإنمائية الأمريكية في الخارج.

## السفراء المشاهير
تعمل المنظمة مع السفراء المشاهير لزيادة الوعي بعمل المنظمة. انضم السفراء إلى موظفي المنظمة في رحلات دولية لاكتساب فهم أفضل لعملها، وشهدوا أمام الكونجرس لتعزيز زيادة تمويل برامج الصحة العالمية، وشاركوا في العديد من المؤتمرات والمنتديات لتعزيز رؤيتها. اعتبارًا من عام 2017 أصبح لديها ثلاثة سفراء مشهورين: أشلي جود وماندي مور وديبرا ميسينغ.